# Ширс
Ширс (нім. Schiers) — громада  в Швейцарії в кантоні Граубюнден, регіон Преттігау/Давос.

## Географія
Громада розташована на відстані близько 170 км на схід від Берна, 18 км на північний схід від Кура.
Ширс має площу 61,7 км², з яких на 2,4% дозволяється будівництво (житлове та будівництво доріг), 36% використовуються в сільськогосподарських цілях, 45,5% зайнято лісами, 16,1% не є продуктивними (річки, льодовики або гори).

## Демографія
2019 року в громаді мешкало 2705 осіб (+6,1% порівняно з 2010 роком), іноземців було 17,6%. Густота населення становила 44 осіб/км².
За віковим діапазоном населення розподілялося таким чином: 20,8% — особи молодші 20 років, 60,4% — особи у віці 20—64 років, 18,8% — особи у віці 65 років та старші. Було 1187 помешкань (у середньому 2,3 особи в помешканні).
Із загальної кількості 1505 працюючих 100 було зайнятих в первинному секторі, 343 — в обробній промисловості, 1062 — в галузі послуг.